# Galeazzo Marescotti

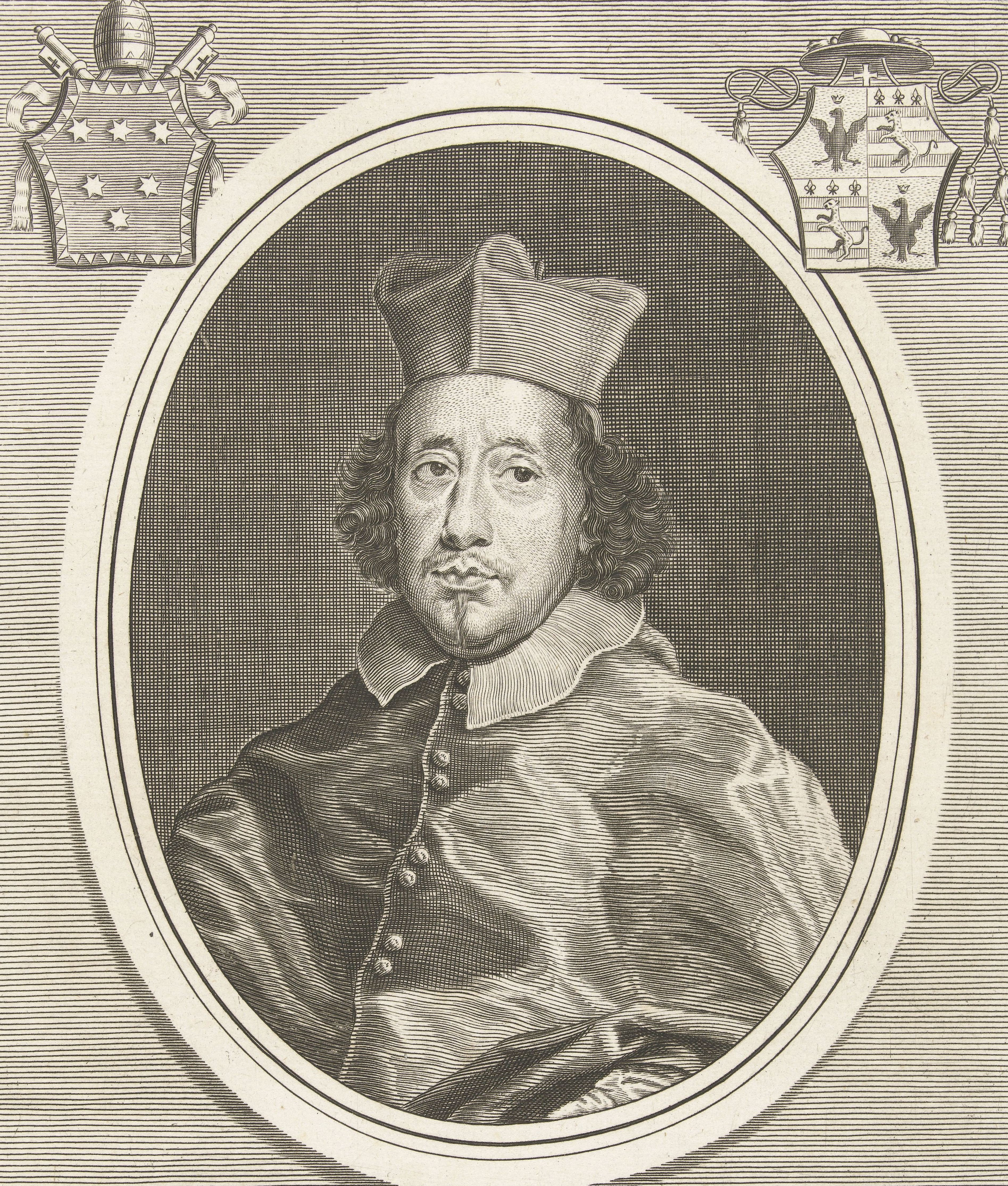
Galeazzo Kardinal Marescotti

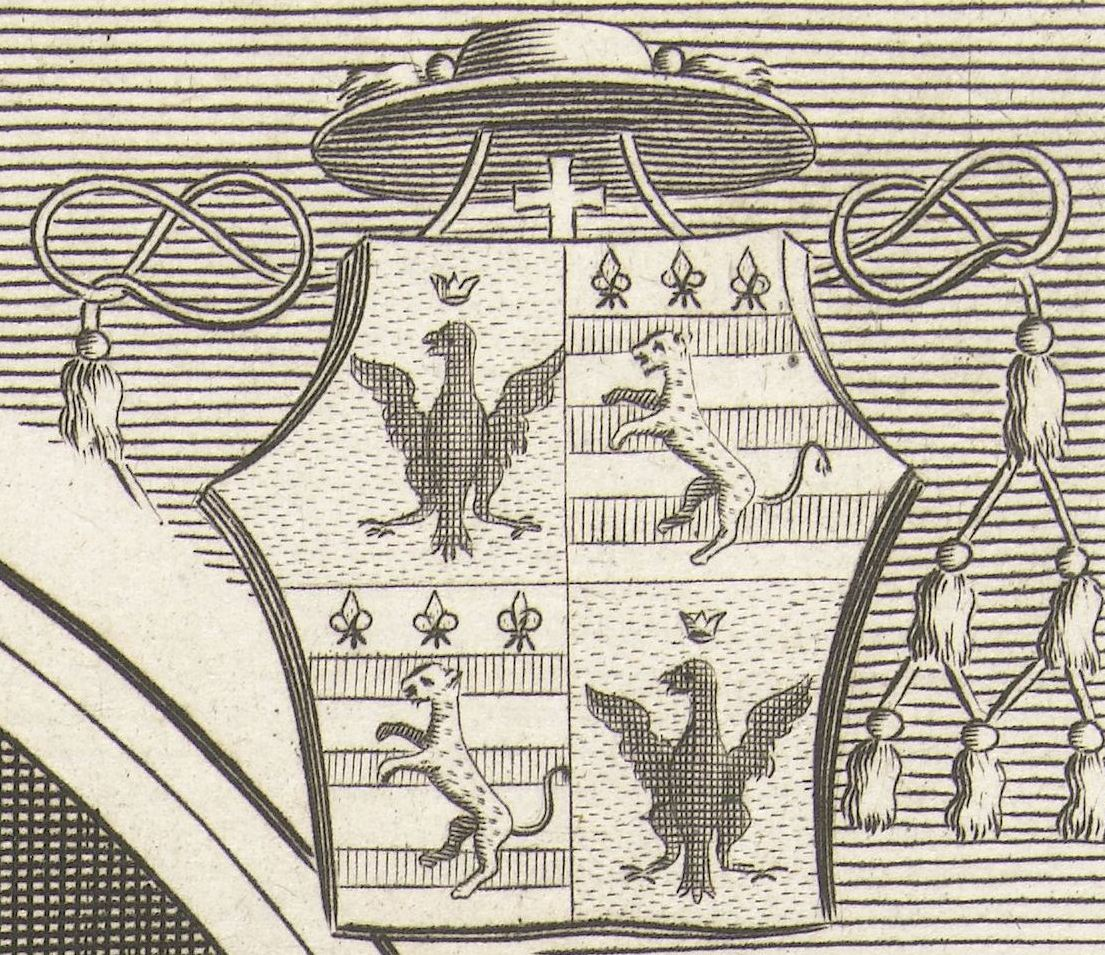
Kardinalswappen

Galeazzo Marescotti (* 1. Oktober 1627 in Vignanello; † 3. Juli 1726 in Rom) war ein italienischer Kardinal der Römischen Kirche.

## Leben
Marescotti wurde in Vignanello geboren. Seine Eltern waren Sforza Marescotti und Vittoria Ruspoli, beide stammten aus adligen Familien aus Bologna und Modena. Nach dem Studium im Seminar empfing Galeazzo im Alter von 34 Jahren am 29. September 1662 die Priesterweihe, er wurde an den päpstlichen Stuhl berufen und zum Apostolischen Protonotar ernannt.
Von 1661 bis 1663 war er Gouverneur von Ascoli Piceno. 1663 wurde er zum Direktor der Congregatio Inquisitori Sancti Officii ernannt und 1665 zum Kommissar des päpstlichen Stuhls unter Alexander VII. erhoben. 1668 wurde er zum Titularerzbischof von Corinthus ernannt. Clemens IX. entsandte ihn als Botschafter nach Wien und danach als Nuntius nach Polen. Am 4. März 1668 empfing er durch Pietro Vidoni, den Bischof von Lodi, unter Mitwirkung von Giacomo de Angelis, dem Erzbischof von Urbino, und Carlo de’ Vecchi, dem ehemaligen Bischof von Chiusi, die Bischofsweihe.
Zwei Jahre später, am 13. August 1670, wurde er zum Nuntius in Spanien ernannt und blieb bis 1675 in Madrid. Am 27. Mai desselben Jahres erhob ihn Papst Klemens X. im Konsistorium zur Kardinalswürde und verlieh ihm daraufhin als Kardinalpriester die Titelkirche San Bernardo alle Terme. Von 1676 bis 1679 war er päpstlicher Gouverneur in Ferrara. 1679 wurde er zum Bischof von Tivoli ernannt. In der Kirche von Tivoli ließ er auf eigene Kosten ein Chorgestühl aus Walnussholz errichten und ließ die Kapelle der Kathedrale mit farbigem Marmor und anderen Ornamenten ausschmücken. Außerdem richtete er eine Synode für die Kleriker ein und stiftete der Kathedrale 500 scudi, mit der Auflage, jährlich eine Messe für seine Seele zu lesen. 1684 gab er das Bistum in die Hände von Innozenz XI. zurück. Er blieb der Stadt immer verbunden. 1705 gründete er für die Stadt ein Kloster der Elisabethinnen, dem er 1721 seine schönsten Möbel stiftete. 1681 erhielt er den Kardinalstitel der Kirche Santi Quirico e Giulitta und wurde 1688 zum Camerlengo ernannt. 1692 bis 1695 amtierte er als Pro-Präfekt der Konzilskongregation. Im Hl. Jahr 1700 übertrug Papst Klemens XI. Kardinal Marescotti das Amt des Sekretärs der Höchsten Kongregation der römischen und allgemeinen Inquisition, das er bis 1716 bekleidete, zudem erhielt er den Titel Santa Prassede und 1708 den Titel San Lorenzo in Lucina. 1717 gab er alle Titelkirchen zurück und lebte danach noch weitere neun Jahre bis zu seinem Tod im Alter von 99 Jahren.

## Konsekrationen
Während seiner Zeit als Bischof war er der Hauptkonsekrator der folgenden Bischöfe:
| - Bartolomé Garcia de Escañuela, Bischof von Puerto Rico (1670); - Giambattista Febei, Bischof von Acquapendente (1683); - Giovanni Alfonso Petrucci, Bischof von Belcastro (1686); - Stefano Giuseppe Menatti, Titularbischof von Cyrene (1686); - Dominicus Maria Marchese, Bischof von Pozzuoli (1688); - Pietro Antonio d’Alessandro, Bischof von San Marco (1688); - Andrea de Rossi, Erzbischof von Rossano (1688); - Baldassarre Nosadini, Bischof von Krk (1688); - Juan Bonilla, Bischof von Ariano (1689); - Francesco Ramírez, Erzbischof von Brindisi (1689); - Michele Petirro, Bischof von Termoli (1689); - Marcello d’Aste, Bischof von Athenae (1692); - Giovanni Battista Carrone, Bischof von Strongoli (1692); - Pietro Martire Giustiniani, Erzbischof von Naxos (1692); - Federico Caccia, Bischof von Laodicea in Phrygia (1693); - Luca Antonio Eustachi, Bischof von Città di Castello (1693); | - Michael Cantelmi, Bischof von Umbriatico (1693); - Giuseppe Migliaccio, Bischof von Patti (1693); - Lorenzo Gherardi, Bischof von Recanati e Loreto (1693); - Matteo Gagliani, Bischof von Fondi (1693); - Leonardo Cassiani, Bischof von Teramo (1693); - Giacinto Gaetano Chiurlia (Chyurlia), Bischof von Giovinazzo (1693); - Francesco Protonobilissimo, Bischof von Trevico (1693); - Fernando Manuel de Mejía, Bischof von Zamora (1693); - Carlo Giuseppe Morozzo, Bischof von Bobbio (1693); - Giulio Marzi, Auxilliarbischof von Ostia-Velletri (1693); - Biagio Gambaro, Bischof von Telese o Cerreto Sannita (1693); - Gerolamo Ventimiglia, Bischof von Lipari (1694); - Alfonso Basilio Ghetaldo, Bischof von Ston (1694); - Alexander Sforza, Bischof von Neocaesarea in Ponto (1695); - Michelangelo dei Conti, Bischof von Tarsus (1695); - Innico Caracciolo, Bischof von Aversa (1697). |

## Werke
- Sidvs Oloris Felici auspicio, aspectu sereno, cælestique harmonia recreans, Ecclesiam, Orbem, Vrbem, Poloniam, Cracouiensem Academiam [...] Nouiter in Polonia salutato Nuntio [...] Galeatio Marescotto, Archiepiscopo Corinthi [...] A Nobili [...] Vniuersitatis Cracovien[sis] Iuuente [...] Præsentatvm.
- Vademecum pro nuntiis apostolicis in Polonia a Galeazzo Marescotti nuntio apostolico circa a. 1670. exaratum, quod apud Ciampi inscribitur L'istruzione al nuovo nunzio di Polonia.